# 568
Rok 568 (DLXVIII) byl přestupný rok, který podle juliánského kalendáře započal nedělí. Označení roku pod číslem 568 bylo zavedeno až ve středověku, kdy Evropa přešla na systém zápisu let Anno Domini (leta páně). 
Podle židovského kalendáře došlo k přelomu let 4328 a 4329. 

## Události

#### Evropa
- Jaro – Langobardi pod vedením krále Alboina překračují Julské Alpy. Jejich invaze do Severní Itálie probíhá téměř bez odporu. Byzantské jednotky v údolí Pádu a ve městě Ravenna neustáli langobardským nájezdům. Obyvatelé venkova při nájezdech prchají. Někteří se stahují na bariérové ostrovy podél severního pobřeží Jaderského moře, kde zakládají trvalé osídlení; rodí se tak město Benátky.
- Byzantinci opouštějí území dnešní Lombardie a Toskánska a stahují se do kopců okolo Ravenny, kde se snaží uspořádat vojenské tažení. Získali spojenectví s Bavorskem, Sarmatinci, Sasy a dalšími germánskými národy. Při ústupu se přesouvají na Balkán, kde se smísili s Avary, Bulhary a Slovany.
- Sigibert I., král Austrasie, odráží druhý útok Avarů. Jeho poloviční bratr Chilperich I. uškrtil svou ženu Galswinthu na popud jeho milenky Fredegundy.
- Leovigild je uznán spoluvládcem svého bratra Liuvy I. Stal se tak vládcem hispánských Vizigótů.
- Galsko-římský prefekt Mummolus poráží Langobardy v Embrunu a vyhnal je do Provence (tehdejší jižní Gálie).
- Avaři se snaží vyhnat turkický kmen Kutrigurů, kteří se přidali k Turkutům u řeky Sávy.

#### Británie
- Æthelric Bernicijský střídá ve vládě svého bratra Addu a stává se bernicijským králem (dnešní Skotsko). Vládl přibližně do roku 572.
- Bitva u Wibbandunu: wessexský král Ceawlin poráží kentského krále Æthelberhta. (podle Anglosaské kroniky)

#### Asie
- Turci a Sasánovci na východní frontě poráží Heftality (přibližné datum)
- Turkický chán vysílá posly do Byzantské říše (přibližné datum)

## Narození
- Ingunda, princezna a manželka vizigótského prince Hermenegilda († 584)

## Úmrtí
- Adda Bernicijský, bernicijský král (* ?)
- Galswintha, manželka neustrijského krále Chilpericha I. (* 540)

## Hlavy států
- Papež – Jan III. (561–574)
- Byzantská říše – Justinus II. (565–578)
- Franská říše
  - Soissons – Chilperich I. (561–584)
  - Orléans/Burgundsko – Guntram (561–592)
  - Mety – Sigibert I. (561–575)
- Anglie
  - Wessex – Ceawlin (560–592)
  - Essex – Æscwine (527–587)
- Perská říše – Husrav I. (531–579)